# Piaggio Ape Calessino
Il Piaggio Ape Calessino è un veicolo a tre ruote costruito dalla casa motociclistica Piaggio di Pontedera e destinato al trasporto delle persone.

## Storia

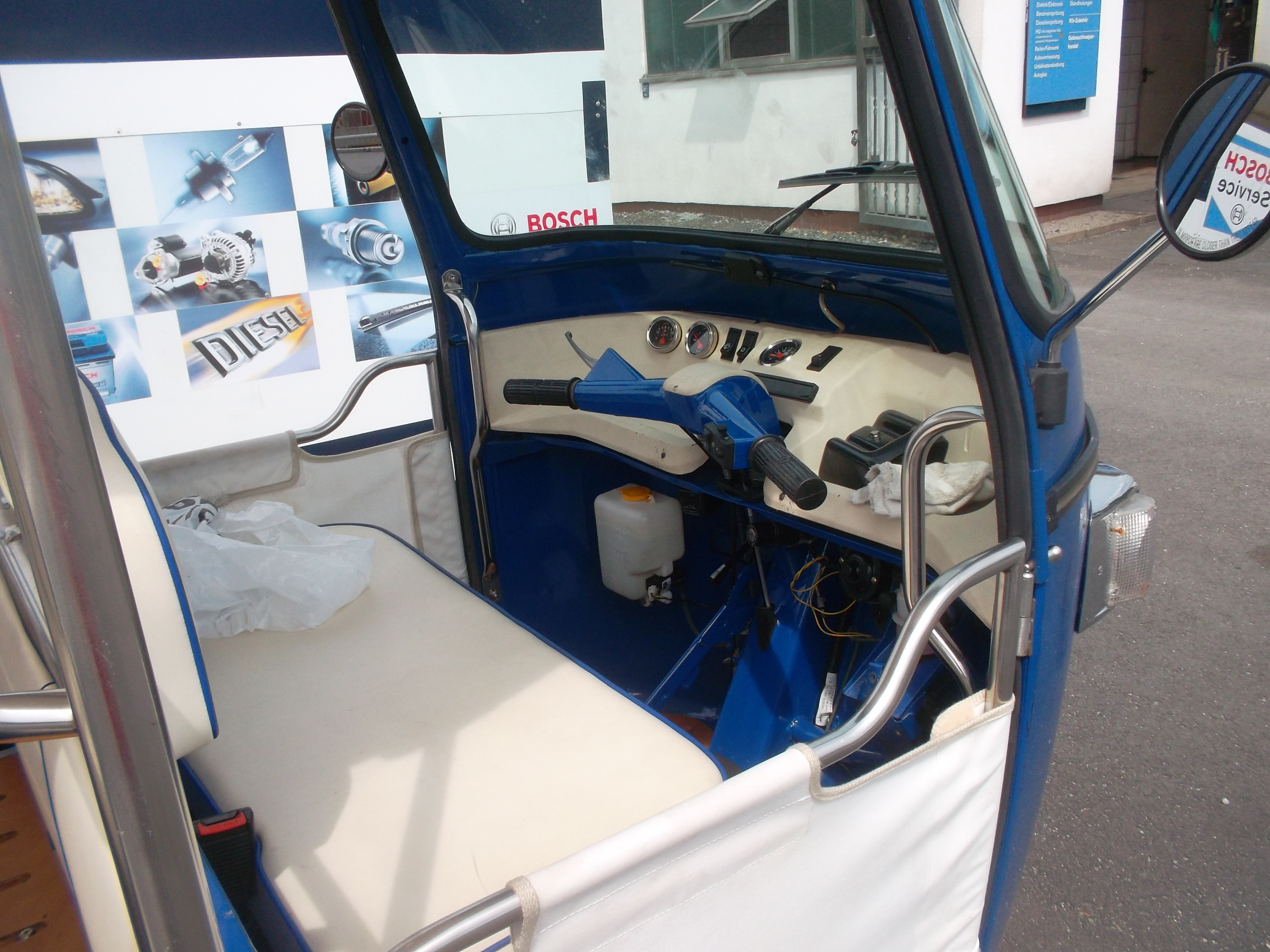
Interni

Il "Calessino" nasce nel 1948 come uno dei molteplici allestimenti del motocarro "Ape", originariamente pensato come una trasformazione in veicolo commerciale a tre ruote dello scooter "Vespa". La denominazione "calessino" deriva dall'aspetto del primo modello, costituito dal corpo di una normale Vespa a cui veniva agganciato un divano fisso su due ruote, contenuto in un guscio di lamiera rifinito in legno e coperto da un tendalino semicircolare a soffietto, risultando di fatto molto simile ad un calesse con cavallo.
L'intenzione della Piaggio era quella di costruire un veicolo economico, concepito per il trasporto umano a breve raggio, adatto alle numerose località turistiche della penisola che, dopo il conflitto, tornavano ad essere meta di villeggianti esteri, soprattutto provenienti dal nord Europa e dagli Stati Uniti d'America.
Il modello riscosse un successo immediato. I contenuti costi d'acquisto e di manutenzione e, soprattutto, le ridotte dimensioni d'ingombro, ne fecero il veicolo ideale per muoversi negli antichi borghi delle località balneari tirreniche ed insulari, spesso serviti da stradine strette e ripide.
L'avvento dell'automobile popolare, alla fine degli anni cinquanta, non scalfì l'impiego del "Calessino" che, anche per il decennio seguente, sarà protagonista della "dolce vita" sulla riviera ligure, in Versilia, sulla costiera amalfitana, a Capri e nelle isole Flegree.
Il successo in Italia dell'"Ape Calessino" fu notevole ma limitato all'ambito turistico, mentre nei paesi asiatici divenne un vero e proprio best seller. Forse per la sua somiglianza all'esotico risciò, si diffuse in tutto il sud-est asiatico come mezzo di trasporto pubblico, diventando conosciuto come tuk-tuk, denominazione onomatopeica derivante dal caratteristico rumore battente prodotto dal motore a due tempi al regime minimo. In India venne importato fino alla prima metà degli anni '50, periodo in cui, a causa dell'enorme domanda, si provvide a realizzare un'azienda che lo costruisse in loco su licenza. A Bangkok divenne uno dei simboli più celebri della città.

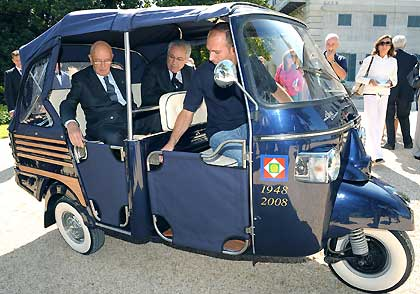
Il Calessino di Napolitano

Terminata alla fine degli anni settanta, la produzione del "Calessino" è ripresa, nel 2007, con una serie limitata di 999 esemplari, costruiti con le medesime caratteristiche tecniche del precedente modello, fatta eccezione per il propulsore, sostituito con un motore diesel. Altra differenza sostanziale è riscontrabile nel prezzo d'acquisto di 8.590 euro, piuttosto impegnativo per un mezzo con caratteristiche del genere.
Il 25 giugno 2008 sono stati consegnati a papa Benedetto XVI due Ape Calessino personalizzati, di colore grigio chiaro e capote bianca con gli stemmi papali. Il 16 settembre 2008 anche il Presidente della repubblica Giorgio Napolitano ha ricevuto in dono un Ape Calessino personalizzato, con capote e carrozzeria blu scuro, recante le insegne presidenziali.
Nel luglio 2013 è stata lanciata una nuova versione di serie denominata "Calessino 200", che utilizza come motore il monocilindrico Piaggio 200 cc alimentato a benzina, a due posti più il guidatore, guidabile a 16 anni con patente A1 e a 18 anni con la normale auto patente B.

## Nei media
Il popolare trio comico italiano Aldo, Giovanni e Giacomo ha utilizzato un Ape Calessino nella trasmissione televisiva dedicata al proprio spettacolo teatrale Anplagghed del 2006 (quindi prima dell'inizio della commercializzazione ufficiale del nuovo "Calessino", nel 2007), registrata presso il palazzetto sportivo PalaPanini di Modena; in tali sequenze i tre comici viaggiavano per le vie di tale città e della campagna circostante a bordo del mezzo, con Giovanni Storti alla guida.